# Wilbraham & Monson Academy
De Wilbraham & Monson Academy is een Amerikaanse highschool in Wilbraham (Massachusetts). De school staat midden in Wilbraham, dat tussen Boston en New York ligt. Het is een privéschool, met zowel een kostschool als een normale afdeling.
De Wilbraham & Monson Academy is een van de 15 oudste scholen aan de oostkust van de Verenigde Staten, hij werd in 1804 opgericht als de Monson Academy. De Wesleyan Academy werd in 1917 opgericht in het plaatsje New Market, New Hampshire, maar verhuisde in 1825 naar Wilbraham. Toen veranderde de naam van de school ook in de Wilbraham Academy. In 1971]zouden beide scholen fuseren tot een nieuwe school.

## Bekende oud-leerlingen
- Richard S. Fuld, Jr. - oud-bestuursvoorzitter van Lehman Brothers
- Galway Kinnell - bekende dichter
- Bill Guerin - ijshockeyspeler in de NHL